# ذي يدوم (الحصن)

تعديل مصدري - تعديل

ذي يدوم هي إحدى قرى عزلة اليمانية العليا بمديرية الحصن التابعة لمحافظة صنعاء، بلغ تعداد سكانها 1235 نسمة حسب تعداد اليمن لعام 2004.